# Институт менеджмента и индустрии моды МГУТУ
Институт менеджмента и индустрии моды (бывший Росси́йский зао́чный институ́т тексти́льной и лёгкой промы́шленности (РосЗИТЛП)) — структурное подразделение Московского государственного университета технологий и управления имени К. Г. Разумовского.
На 14 августа 2018 года информация о нём на официальном сайте МГУТУ имени К. Г. Разумовского отсутствует, сайт Института недоступен — возможно Институт менеджмента и индустрии моды реорганизован или расформирован.

## История
Создан в 1932 году как Московский заочный текстильный институт, преобразованный из факультета заочного образования Московского текстильного института. 
В 1939 году преобразован во Всесоюзный заочный институт текстильной промышленности (ВЗИТП).
С началом Великой Отечественной войны временно закрыт и воссоздан под тем же названием в 1944 году.
В 1947 году переименован во Всесоюзный заочный институт текстильной и лёгкой промышленности (ВЗИТЛП).
В 1992 году переименован в Российский заочный институт текстильной и лёгкой промышленности (РосЗИТЛП).
В 2011 году присоединён к МГУТУ имени К. Г. Разумовского как Институт текстильной и лёгкой промышленности.
В 2014 году на основе Института текстильной и лёгкой промышленности создан Институт менеджмента и индустрии моды МГУТУ.